# Georges-Joseph-Albert Ledentu
Georges-Joseph-Albert Ledentu, francoski general, * 1886, † 1954.